# ساندي كاسار
ساندي كاسار (بالفرنسية: Sandy Casar)‏ مواليد 2 فبراير 1979 في فرنسا، هو دراج فرنسي سابق في صنف سباق الدراجات على الطريق.

## سجل النتائج

### سباقات أو مراحل فاز بها
- طواف فرنسا
- طواف سويسرا

## وصلات خارجية
- الموقع الرسمي

## روابط خارجية
- ساندي كاسار على موقع الاتحاد الدولي للدراجات (الإنجليزية)
- ساندي كاسار على موقع أرشيف الدراجات (الإنجليزية)
- ساندي كاسار على موقع إحصائيات الدراجات الإحترافية (الإنجليزية)
- ساندي كاسار على موقع نسبة الدراجات (الإنجليزية)
- ساندي كاسار على موقع CycleBase (الإنجليزية)